# Dresdner Sportclub 1898 2021-2022 (pallavolo femminile)
Questa voce raccoglie le informazioni riguardanti il Dresdner Sportclub 1898 nelle competizioni ufficiali della stagione 2021-2022.

## Stagione
Il Dresdner Sportclub 1898 partecipa alla stagione 2021-22 senza alcuna denominazione sponsorizzata.
Dopo il secondo posto nella regular season di 1. Bundesliga, ai play-off scudetto esce di scena nel corso delle semifinali, eliminato dal Potsdam. Nelle altre competizioni domestiche raggiunge la finale di Coppa di Germania, sconfitto dal MTV Stoccarda, mentre si aggiudica la Supercoppa tedesca ai dello Schweriner.
Partecipa inoltre alla Champions League, dove tuttavia non supera la fase a gironi.

## Organigramma societario
Area direttiva
- Presidente: Jörg Dittrich

Area tecnica
- Allenatore: Alexander Waibl
- Allenatore in seconda: Bart Jan Janssen
- Scoutman: Max Filip
- Preparatore atletico: Łukasz Zarębkiewicz

Area sanitaria
- Medico: Attila Höhne, Tino Lorenz
- Fisioterapista: Patryk Bieda

## Rosa
| N° | Nome                 | Ruolo | Data di nascita  | Nazionalità sportiva |
| -- | -------------------- | ----- | ---------------- | -------------------- |
| 1  | Linda Bock           | L     | 27 maggio 2000   | Germania             |
| 3  | Kryscina Michajlenka | O     | 26 marzo 1992    | Bielorussia          |
| 6  | Jennifer Geerties    | S     | 5 aprile 1994    | Germania             |
| 7  | Laura Berger         | C     | 12 novembre 2002 | Germania             |
| 8  | Monique Strubbe      | C     | 5 luglio 2001    | Germania             |
| 9  | Sina Stöckmann       | S     | 5 gennaio 2002   | Germania             |
| 12 | Teodora Pušić        | L     | 12 marzo 1993    | Serbia               |
| 11 | Maja Storck          | O     | 8 ottobre 1998   | Svizzera             |
| 12 | Sophie Dreblow       | L     | 9 luglio 1998    | Germania             |
| 13 | Juli Klause          | S     | 10 ottobre 2002  | Germania             |
| 13 | Lena Linke           | C     | 18 dicembre 2003 | Germania             |
| 14 | Jenna Gray           | P     | 28 febbraio 1998 | Stati Uniti          |
| 15 | Julia Wesser         | S     | 4 giugno 2003    | Germania             |
| 16 | Madeleine Gates      | C     | 30 ottobre 1998  | Stati Uniti          |
| 17 | Layne Van Buskirk    | C     | 19 febbraio 1998 | Canada               |
| 18 | Sarah Straube        | P     | 26 aprile 2002   | Germania             |

## Statistiche

### Statistiche di squadra
| Competizione       | Punti | In casa | In casa | In casa | In trasferta | In trasferta | In trasferta | Totale | Totale | Totale |
| Competizione       | Punti | G       | V       | P       | G            | V            | P            | G      | V      | P      |
| ------------------ | ----- | ------- | ------- | ------- | ------------ | ------------ | ------------ | ------ | ------ | ------ |
| 1. Bundesliga      | 50    | 13      | 9       | 4       | 13           | 10           | 3            | 26     | 19     | 7      |
| Coppa di Germania  | -     | 0       | 0       | 0       | 3            | 3            | 0            | 4      | 3      | 1      |
| Supercoppa tedesca | -     | -       | -       | -       | -            | -            | -            | 1      | 1      | 0      |
| Champions League   | 9     | 3       | 1       | 2       | 3            | 2            | 1            | 6      | 3      | 3      |
| Totale             | -     | 16      | 10      | 6       | 19           | 15           | 4            | 37     | 26     | 11     |

G = partite giocate; V = partite vinte; P = partite perse

### Statistiche dei giocatori
| Giocatrice     | 1. Bundesliga | 1. Bundesliga | 1. Bundesliga | 1. Bundesliga | 1. Bundesliga | Coppa di Germania | Coppa di Germania | Coppa di Germania | Coppa di Germania | Coppa di Germania | Supercoppa tedesca | Supercoppa tedesca | Supercoppa tedesca | Supercoppa tedesca | Supercoppa tedesca | Champions League | Champions League | Champions League | Champions League | Champions League | Totale | Totale | Totale | Totale | Totale |
| Giocatrice     | P             | PT            | AV            | MV            | BV            | P                 | PT                | AV                | MV                | BV                | P                  | PT                 | AV                 | MV                 | BV                 | P                | PT               | AV               | MV               | BV               | P      | PT     | AV     | MV     | BV     |
| -------------- | ------------- | ------------- | ------------- | ------------- | ------------- | ----------------- | ----------------- | ----------------- | ----------------- | ----------------- | ------------------ | ------------------ | ------------------ | ------------------ | ------------------ | ---------------- | ---------------- | ---------------- | ---------------- | ---------------- | ------ | ------ | ------ | ------ | ------ |
| L. Berger      | 1             | 3             | 3             | 0             | 0             | 0                 | 0                 | 0                 | 0                 | 0                 | -                  | -                  | -                  | -                  | -                  | 0                | 0                | 0                | 0                | 0                | 1      | 3      | 3      | 0      | 0      |
| L. Bock        | 25            | 216           | 190           | 14            | 12            | 3                 | 29                | 21                | 6                 | 2                 | 1                  | 14                 | 11                 | 2                  | 1                  | 6                | 62               | 57               | 3                | 2                | 35     | 321    | 279    | 25     | 17     |
| S. Dreblow     | 13            | 0             | 0             | 0             | 0             | 2                 | 0                 | 0                 | 0                 | 0                 | 1                  | 0                  | 0                  | 0                  | 0                  | 1                | 0                | 0                | 0                | 0                | 17     | 0      | 0      | 0      | 0      |
| M. Gates       | 26            | 196           | 128           | 47            | 21            | 3                 | 26                | 17                | 6                 | 3                 | 1                  | 7                  | 4                  | 2                  | 1                  | 6                | 48               | 26               | 10               | 12               | 36     | 277    | 175    | 65     | 37     |
| J. Geerties    | 26            | 333           | 263           | 43            | 27            | 3                 | 34                | 29                | 2                 | 3                 | 1                  | 19                 | 16                 | 0                  | 3                  | 6                | 82               | 62               | 6                | 14               | 36     | 468    | 370    | 51     | 47     |
| J. Gray        | 26            | 60            | 23            | 19            | 18            | 3                 | 8                 | 4                 | 3                 | 1                 | 1                  | 1                  | 0                  | 1                  | 0                  | 6                | 19               | 10               | 5                | 4                | 36     | 88     | 37     | 28     | 23     |
| J. Klause      | -             | -             | -             | -             | -             | -                 | -                 | -                 | -                 | -                 | -                  | -                  | -                  | -                  | -                  | -                | -                | -                | -                | -                | 0      | 0      | 0      | 0      | 0      |
| L. Linke       | 7             | 20            | 8             | 5             | 7             | 0                 | 0                 | 0                 | 0                 | 0                 | -                  | -                  | -                  | -                  | -                  | 1                | 2                | 0                | 2                | 0                | 8      | 22     | 8      | 7      | 7      |
| K. Michajlenka | 19            | 65            | 58            | 2             | 5             | 3                 | 3                 | 2                 | 1                 | 0                 | 1                  | 2                  | 2                  | 0                  | 0                  | 5                | 14               | 13               | 1                | 0                | 28     | 84     | 75     | 4      | 5      |
| T. Pušić       | 15            | 0             | 0             | 0             | 0             | 2                 | 0                 | 0                 | 0                 | 0                 | -                  | -                  | -                  | -                  | -                  | 5                | 0                | 0                | 0                | 0                | 22     | 0      | 0      | 0      | 0      |
| S. Stöckmann   | 3             | 10            | 9             | 1             | 0             | 1                 | 1                 | 0                 | 1                 | 0                 | 1                  | 1                  | 1                  | 0                  | 0                  | 3                | 6                | 5                | 0                | 1                | 8      | 18     | 15     | 2      | 1      |
| M. Storck      | 25            | 464           | 406           | 29            | 29            | 3                 | 78                | 70                | 3                 | 5                 | 1                  | 25                 | 23                 | 1                  | 1                  | 6                | 98               | 79               | 8                | 11               | 35     | 665    | 578    | 41     | 46     |
| S. Straube     | 21            | 5             | 2             | 1             | 2             | 3                 | 1                 | 0                 | 0                 | 1                 | 1                  | 0                  | 0                  | 0                  | 0                  | 5                | 0                | 0                | 0                | 0                | 30     | 6      | 2      | 1      | 3      |
| M. Strubbe     | 20            | 171           | 100           | 52            | 19            | 3                 | 15                | 8                 | 4                 | 3                 | 1                  | 5                  | 2                  | 2                  | 1                  | 6                | 42               | 17               | 17               | 7                | 30     | 233    | 127    | 75     | 30     |
| L. Van Buskirk | 5             | 36            | 17            | 14            | 5             | 1                 | 0                 | 0                 | 0                 | 0                 | 0                  | 0                  | 0                  | 0                  | 0                  | 2                | 7                | 4                | 2                | 1                | 8      | 43     | 21     | 16     | 6      |
| J. Wesser      | 25            | 91            | 61            | 15            | 15            | 2                 | 0                 | 0                 | 0                 | 0                 | 1                  | 0                  | 0                  | 0                  | 0                  | 6                | 8                | 6                | 0                | 2                | 34     | 99     | 67     | 15     | 17     |

P = presenze; PT = punti totali; AV = attacchi vincenti; MV = muri vincenti; BV = battute vincenti